# Itaguaí (microregio)
Itaguaí is een van de 18 microregio's van de Braziliaanse deelstaat Rio de Janeiro. Zij ligt in de mesoregio Metropolitana do Rio de Janeiro en grenst aan de microregio's Baía da Ilha Grande, Vale do Paraíba Fluminense, Vassouras en Rio de Janeiro. De microregio heeft een oppervlakte van ca. 907 km². In 2006 werd het inwoneraantal geschat op 202.602.
Drie gemeenten behoren tot deze microregio:
- Itaguaí
- Mangaratiba
- Seropédica

Mesoregio's: Baixadas Litorâneas · Centro Fluminense · Metropolitana do Rio de Janeiro · Noroeste Fluminense · Norte Fluminense · Sul Fluminense

Microregio's: Bacia de São João · Baía da Ilha Grande · Barra do Piraí · Campos dos Goytacazes · Cantagalo-Cordeiro · Itaguaí · Itaperuna · Lagos · Macacu-Caceribu · Macaé · Nova Friburgo · Rio de Janeiro · Santa Maria Madalena · Santo Antônio de Pádua · Serrana · Três Rios · Vale do Paraíba Fluminense · Vassouras